# Schmelzmühle (Rothenburg ob der Tauber)

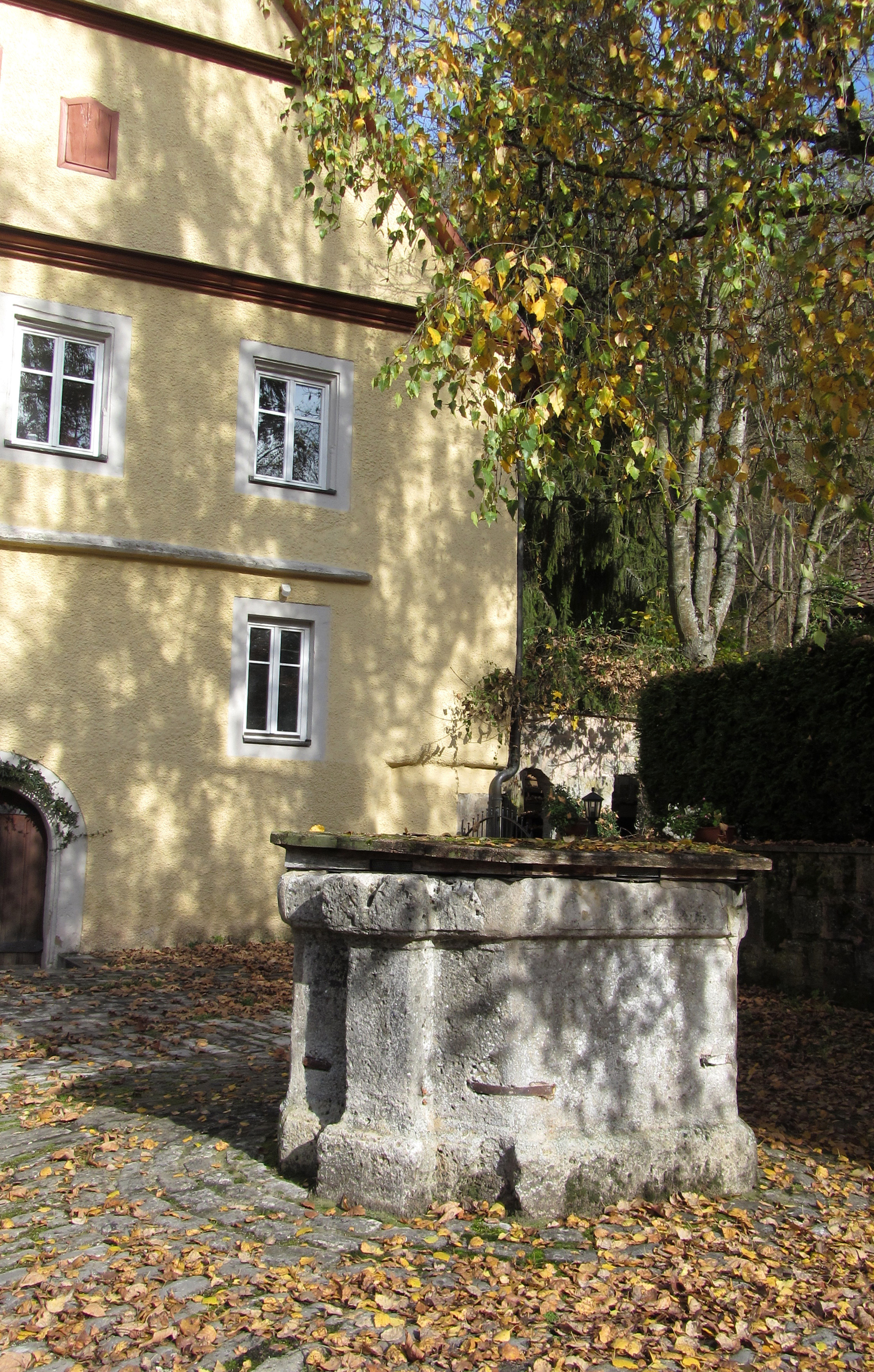
Ehemalige Schmelzmühle

Schmelzmühle ist ein Gemeindeteil der Großen Kreisstadt Rothenburg ob der Tauber im Landkreis Ansbach (Mittelfranken, Bayern). Schmelzmühle liegt in der Gemarkung Rothenburg ob der Tauber.

## Geografie
Die Einöde liegt an der Tauber und an der Schandtauber, die hier als linker Zufluss in die Tauber mündet. Der Taubertalweg führt an der Gipsmühle vorbei zur Staatsstraße 1022 (0,6 km nordwestlich) bzw. zur Oberen Walkmühle (0,5 km südlich).

## Geschichte
Der Ort wurde 1333 als „Leysen-Mühle“ erstmals urkundlich erwähnt. 1471 wurde sie von Peter Leysenmüller an den Nürnberger Bürger Sebald Grolant verkauft und zur Schmelzmühle umgewandelt. Um 1700 erfolgte ein Neubau des Mühlengebäudes. Zu dieser Zeit wurde sie auch als Getreidemühle betrieben.
Mit dem Gemeindeedikt (frühes 19. Jahrhundert) wurde der Ort dem Steuerdistrikt und der Munizipalgemeinde Rothenburg ob der Tauber zugeordnet.
Seit dem Ersten Weltkrieg ist die Schmelzmühle außer Betrieb. Die aus drei Wehren bestehende Stauanlage wurde um 1936 noch für ein Pumpwerk genutzt, das zur Speisung des Städtischen Bades diente.

### Baudenkmal
- Taubertalweg 20: Ehemalige Schmelzmühle, stattliches Satteldachhaus, Rundbogenportal, Hausteingliederung, 16. Jahrhundert; ehemaliges Hofhaus der Mühle, dendrochronologisch datiert 1597; steinerner Brunnen 16./17. Jahrhundert[6]

### Einwohnerentwicklung
| Jahr      | 001818 | 001840 | 001871 | 001885 | 001900 | 001925 | 001950 | 001961 | 001970 | 001987 |
| Einwohner | 5      | 6      | 4      | 11     | 18     | 5      | 11     | 6      | 3      | *      |
| Häuser    | 2      | 2      |        | 2      | 2      | 1      | 1      | 1      |        | *      |
| Quelle    | [ 8 ]  | [ 9 ]  | [ 10 ] | [ 11 ] | [ 12 ] | [ 13 ] | [ 14 ] | [ 15 ] | [ 16 ] | [ 17 ] |

## Religion
Der Ort ist seit der Reformation evangelisch-lutherisch geprägt und bis heute nach St. Jakob (Rothenburg ob der Tauber) gepfarrt. Die Einwohner römisch-katholischer Konfession sind nach St. Johannis (Rothenburg ob der Tauber) gepfarrt.